# Station Spaubeek
Station Spaubeek is het spoorwegstation van Spaubeek. Het station heeft één gebouw gekend. Dit gebouw stond er van 1893 tot 1970 en was van het standaardtype ZSM.
Op het station zijn kaartautomaten aanwezig, maar kaartjes zijn ook verkrijgbaar bij een postagentschap in Spaubeek. Verder zijn er fietskluizen en een fietsenstalling te vinden en liggen er parkeerplaatsen voor auto’s.

## Treinverbindingen
De volgende treinserie halteert in de dienstregeling 2025 te Spaubeek:
| Serie       | Treinsoort         | Route                        | Bijzonderheden |
| ----------- | ------------------ | ---------------------------- | -------------- |
| 32500 RS 15 | Stoptrein (Arriva) | Sittard – Spaubeek – Heerlen |                |

## Afbeeldingen

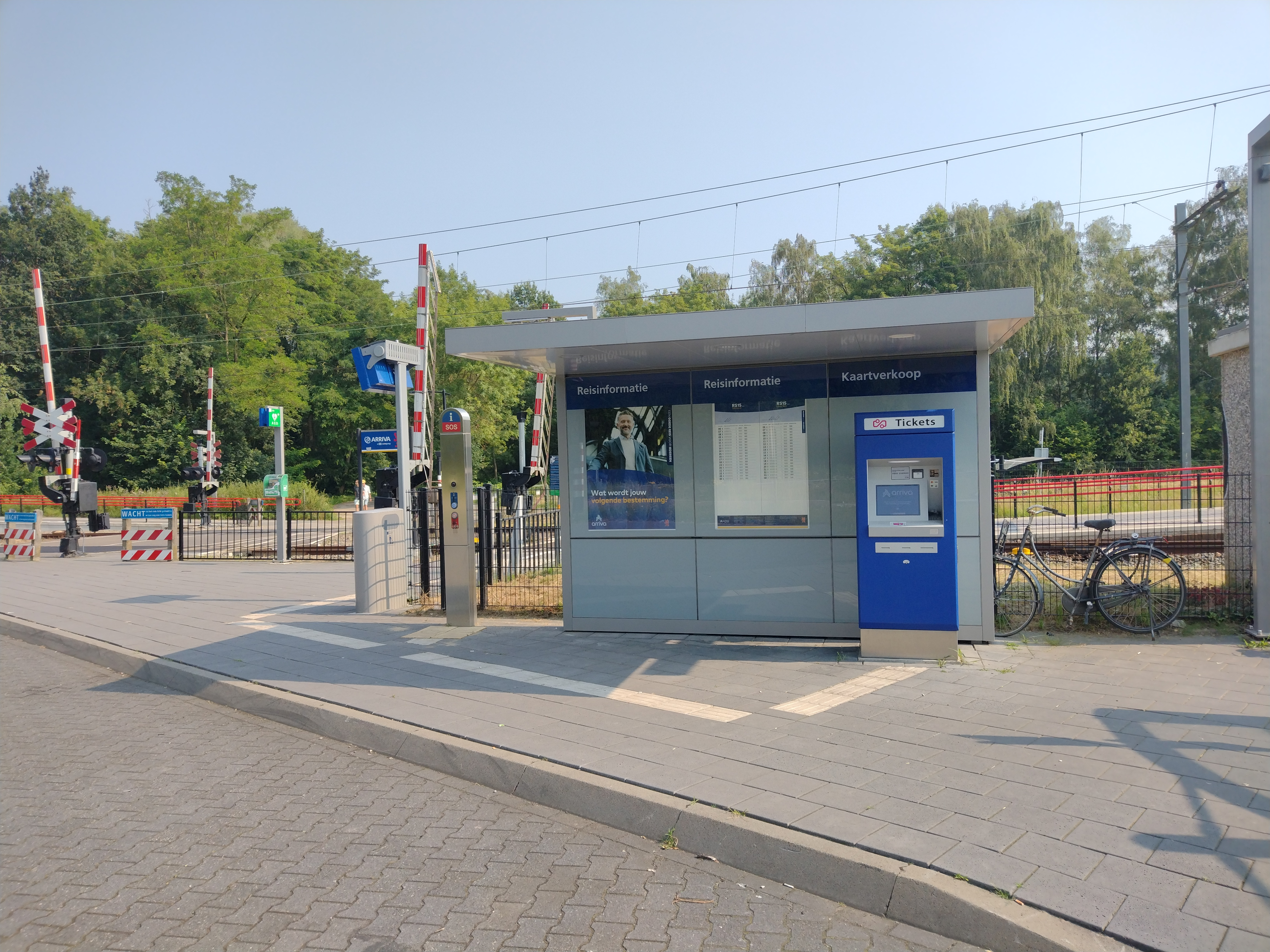
Het station in 2024
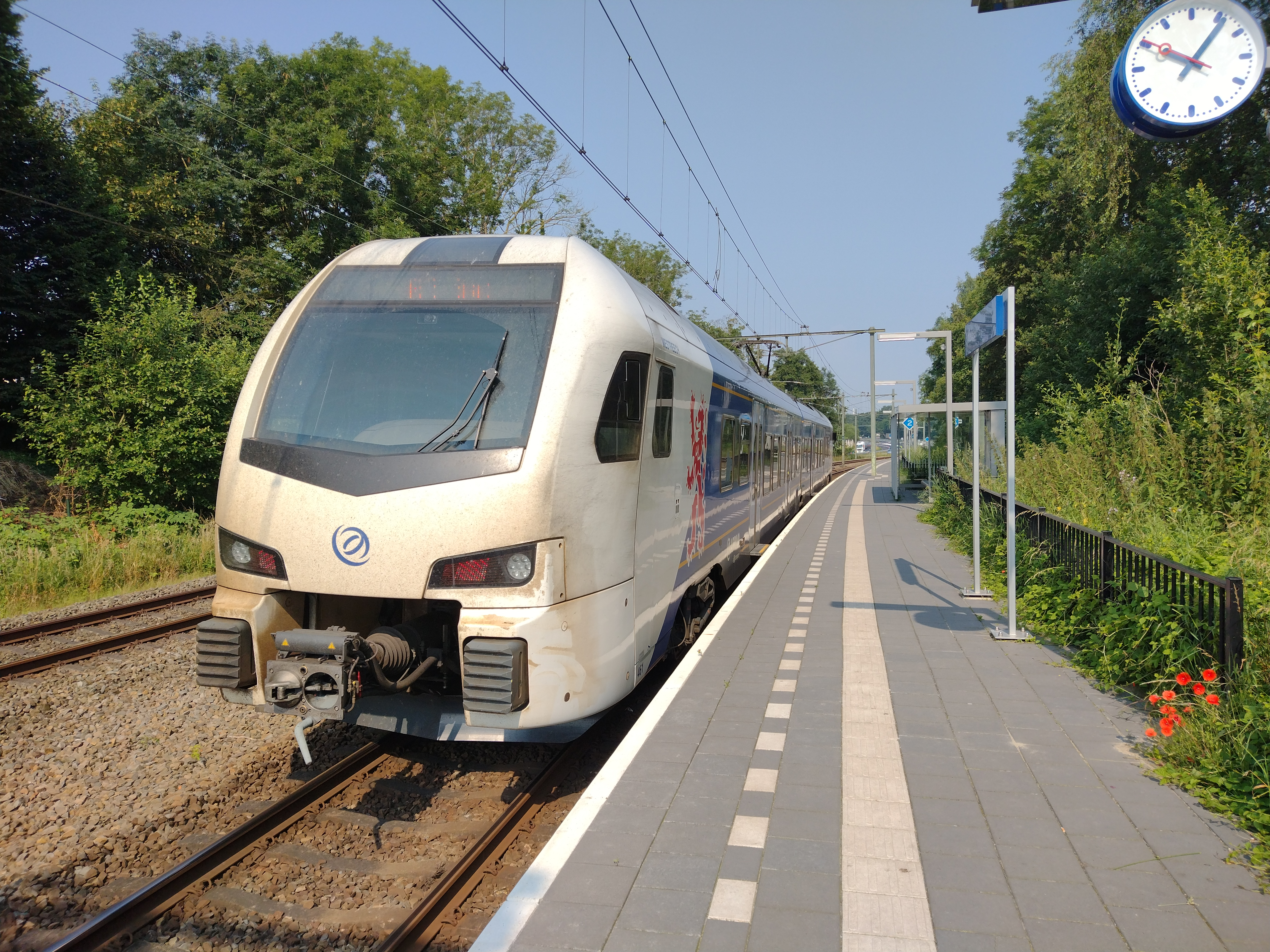
Arriva FLIRT op het station
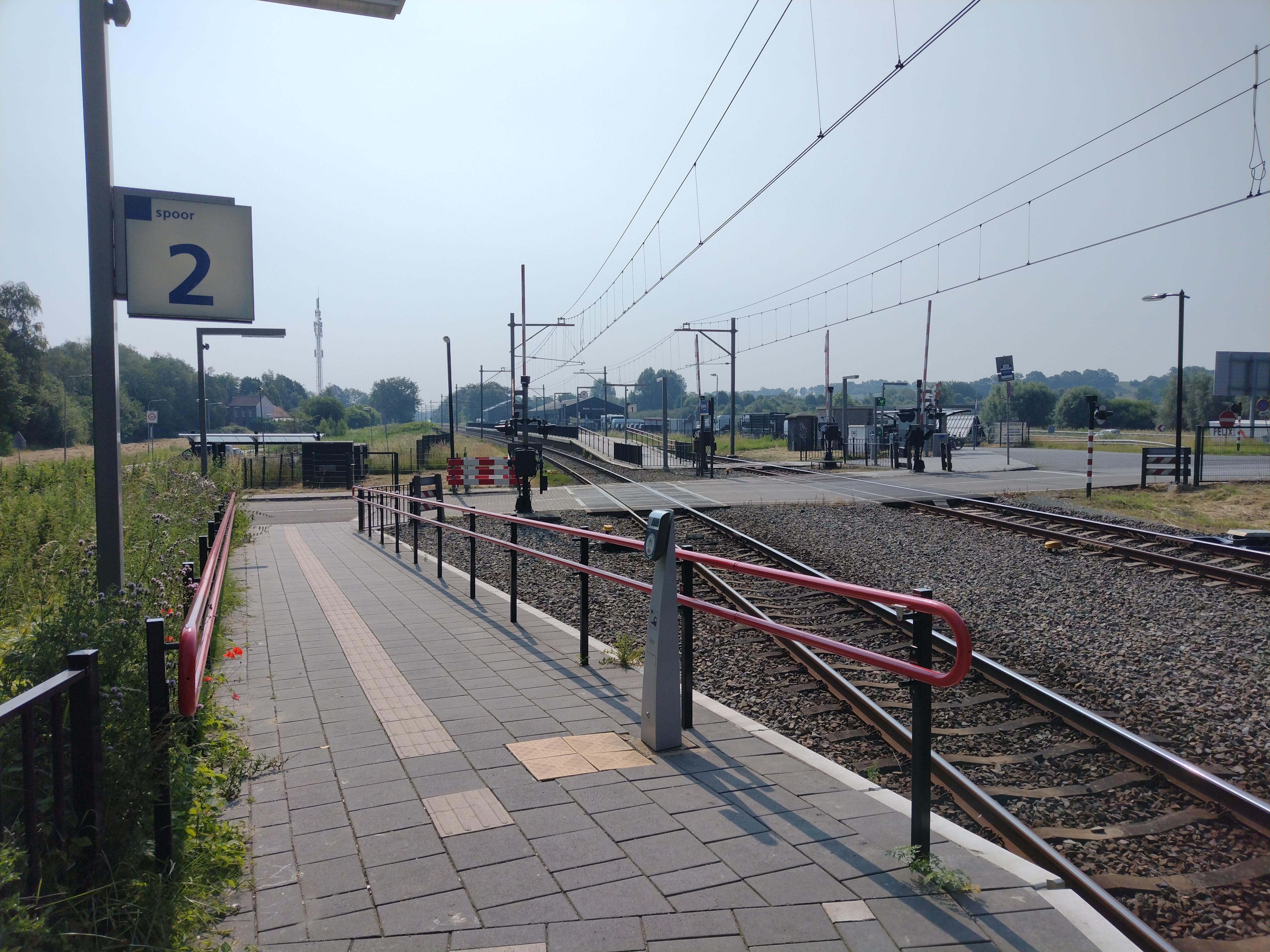
Spoorwegovergang
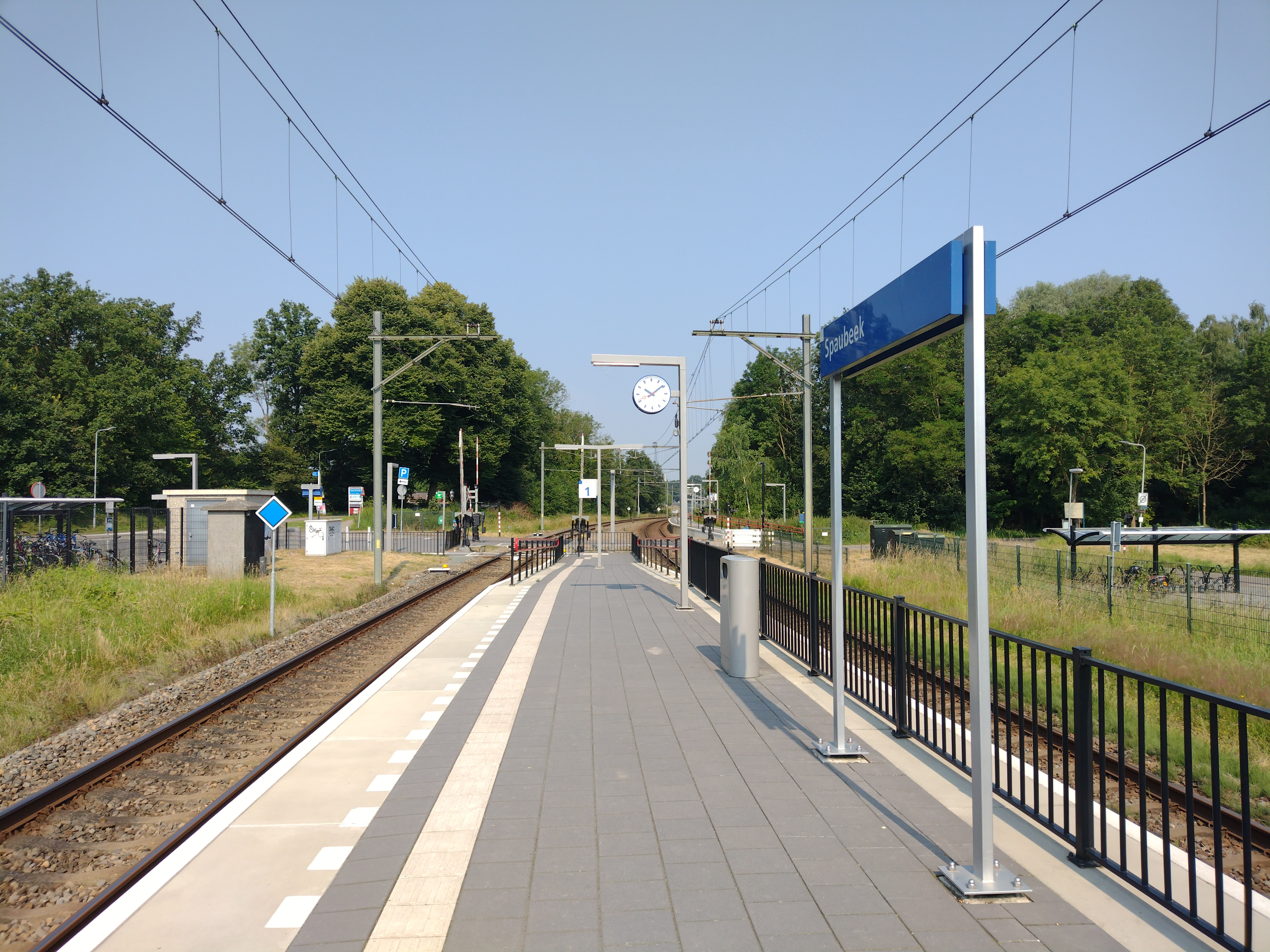
Perrons in bajonetligging

0: Sittard · 2: Ophoven · 4: 
Geleen Oost · 7:
Spaubeek · 9:
Schinnen · 12:
Nuth · 15:
Hoensbroek · 19:
Heerlen · 20:
Heerlen de Kissel · 22:
Landgraaf · 25:
Eygelshoven Markt · 26:
Kerkrade Rolduc (Haanrade) · 27: Rolduc Lokaal · 29:
Herzogenrath
Beek-Elsloo ·
Blerick · 
Bunde · 
Chevremont · 
Echt ·
Eijsden ·
Eygelshoven ·
-Markt · 
Geleen:
-Lutterade · 
-Oost · 
Heerlen ·
-Woonboulevard ·
Hoensbroek · 
Horst-Sevenum · 
Houthem-Sint Gerlach · 
Kerkrade Centrum ·
Klimmen-Ransdaal · 
Landgraaf · 
Maastricht ·
-Noord · 
-Randwyck · 
Meerssen ·
Mook-Molenhoek ·
Nuth · 
Reuver · 
Roermond ·
Schin op Geul · 
Schinnen · 
Sittard · 
Spaubeek · 
Susteren · 
Swalmen · 
Tegelen · 
Valkenburg · 
Venlo · 
Venray ·
Voerendaal · 
Weert
Voormalige stations: zie de lijst van voormalige spoorwegstations in Limburg (Nederland)